# Absolute Power (Stargate SG-1)
Absolute Power (Poder Absoluto) es el décimo séptimo episodio de la cuarta temporada de la serie de televisión de ciencia ficción Stargate SG-1, y el octogésimo tercer capítulo de toda la serie. 

## Trama
Kasuf  llama a SG-1 a Abydos para investigar un extraño incidente; del Portal sopló un viento que originó una tormenta de arena, mientras una voz misteriosa decía el nombre de Sha're.
El equipo pronto se topa con un pequeño tornado, mientras Daniel oye una voz que lo llama. El vórtice se disipa revelando a un muchacho que dice llamarse Shifu, el Harcesis. Él les dice que en Kheb, Oma Desala le enseñó a suprimir el conocimiento Goa’uld que posee al ser hijo de Apophis y Amonet. El equipo lo lleva luego al SGC, donde Fraiser descubre restos de nanocitos, ahora inactivos, lo que explica como Shifu creció tan rápido.
Ya que el tratado Tau'ri-Tok'ra declara que se debe compartir todas las fuentes potenciales de información relacionada con los Goa'uld, los Tok'ra son informados de Shifu.
Ellos dicen que usando un dispositivo de memoria pueden tener acceso a sus recuerdos. En tanto, Daniel habla con Shifu, quien le dice que debido al mal que encierran sus recuerdos, él los mantiene suprimidos. Aun así, Daniel sabe que este conocimiento es importante, por lo que le pide que recuerde. Shifu entonces toca a Daniel, y este cae desmayado.
Jackson despierta luego con el conocimiento Goa'uld en su cabeza, y empieza a hacer los diseños para un “satélite“, capaz de detectar naves Goa'uld a años luz de distancia así como destruirlas fácilmente; una red de estas armas orbitando la Tierra creara un perfecto sistema de defensa Anti-Goa'uld, que incluso a Carter le cuesta entender. Sin embargo, Jackson exige que los Tok'ra no sean informados de esto para evitar una fuga que alerte a los Goa'uld. 
Más adelante, cuando el Mayor Davis trae un reporte de El Pentágono, Daniel explica que todo el SGC tendrá que centrarse en recuperar Naquadah refinado, e insiste en que los rusos no sepan del proyecto, el cual deberá ser terminado dentro de un año, aumentando su costo a  $160 mil millones. Jackson dice que el trabajo será dividido estratégicamente por seguridad, y luego le da a Davis una lista de requisitos personales que necesitara. Mientras tanto, Daniel experimenta unas visiones, donde él se ve a como un malvado Goa'uld.
Un año después, Jackson despierta en una gran casa, aparentemente de su propiedad, donde vive con Shifu. Pronto, Carter entra a la fuerza al lugar y dice a Daniel que sabe de su plan, que lo llevará finalmente a tomar control del mundo. Jackson ordena que le encarcelen y tilda sus declaraciones como "locuras".
El día del lanzamiento de los satélites, O'Neill visita a Daniel. Jackson lo invita a mirar el acontecimiento desde a una base subterránea, a la que acceden mediante anillos de transporte. El lanzamiento va bien, dispersando los 288 satélites AG-3 ("Anti-Goa'uld") en órbita. Con la defensa contra Goa'uld en su lugar, el presidente planea revelar la existencia del  Stargate al público. Sin embargo, el lanzamiento ocasiona una crisis internacional, con los rusos y chinos poniendo a sus fuerzas militares en alerta ante estos "nuevos satélites". Mientras los rusos se preparan para destruir un satélite AG-3, Jackson aconseja al Jefe del Estado Mayor, el General Vidrine, hacer una demostración destruyendo un satélite ruso con el sistema AG-3, lo que solo provoca que estos enfurezcan y decidan lanzar más armas antisatélite. 
Cuando Daniel se entera de que el Presidente está considerando compartir el control de los satélites con las otras naciones, él sencillamente toma control completo del sistema AG-3, y decide atacar Moscú. O'Neill intenta dispararle, pero Daniel se halla protegido por un escudo Goa'uld. O'Neill le dice que quizás todo sea un plan de los Goa’uld para destruir la Tierra, pero Jackson responde que no puede ser así, ya que él en verdad quería llegar esto. Sin dudarlo, destruye Moscú con los satélites.
Daniel despierta en la enfermería del SGC, dándose cuenta de que todo lo anterior fue un sueño. En tanto, SG-1, Hammond y el Tok'ra Aldwin, mediante un detector Zatarc confirman que Shifu en verdad es el Harcesis. Shifu le dice a Daniel que el sueño era para enseñarle, y luego de que Daniel le agradece, Shifu se transforma en una entidad de energía intensamente brillante (algo característico de seres ascendidos). Activa el Portal y desaparece.

## Artistas invitados
- Lane Gates como Shifu.
- Erick Avari como Kasuf.
- Colin Cunningham como el Mayor Davis.
- Peter Williams como Apophis.
- Steven Williams como el General Vidrine.
- Gary Jones como Walter Harriman.
- William deVry como Aldwin.
- Teryl Rothery como la Dra. Fraiser.
- Michelle Harrison como Asistente.
- Yee Jee Tso como Técnico de la izquierda.
- Jenn Forgie como Técnico de la derecha.
- Barbara Fixx como Técnico de atrás.
- Coleen Christie como Reportera.
- June B. Wilde como la ama de llaves.